# Ткума
Ткума (івр. תקומה) — мошав у Південному окрузі Ізраїлю, у північно-західному Негеві. Заснований в ході операції «11 точок» з єврейської колонізації Негева. Операція була здійснена на кінець Йом-Кіпура (5-6 жовтня) 1946 року.
Мошав розташований на трасі 25.

## Історія
Перші мешканці мошава — вихідці зі східної Європи, які пережили Голокост. В даний час населення мошава становить близько 500 осіб за рахунок поповнення зі Східної Європи і Тунісу.
Мошав, який знаходиться за 5 кілометрів від сектора Газа, піддався обстрілом ракет з боку ХАМАС.

## Населення
За даними Центрального статистичного бюро Ізраїлю, населення кібуца станом на 2016 рік становило 649 жителів.